# 종발성
종발성(從拔城)은 광개토왕릉비에 나오는 임나가라(가야)의 지명이다.

## 개요
종발성(從拔城)은 광개토대왕의 고구려 군사가 400년(영락 10년) 신라의 구원 요청에 응하여 왜를 추격하여 항복을 받아낸 성(城)이다.
| 十年庚子 敎遣步騎五萬 往救新羅. 從男居城至新羅城 倭滿其中. 官軍方至 倭賊退 □□背急追 至任那加羅從拔城 城卽歸服. 영락 10년 경자년, (왕이) 보병과 기병 5만을 보내 신라를 구원하게 했다. 남거성(男居城)부터 신라성(경주)에 이르기까지 곳곳에 왜병이 가득하였다. 관군이 도착하자 왜적이 퇴각하여 그 뒤를 지체없이 쫓아 임나가라의 종발성에 이르니 성이 곧 항복하였다. |
| --- |

종발성(從拔城)의 위치에 대해서는 여러 논란이 있는데, 현재의 경상남도 김해시가 수도였던 가락국이 이후에도 100년 이상 존재하다가 532년에 멸망하였고 부산광역시 동래구 복천동에서 신라 유물이 많이 출토된데다 경주에서의 지리적 접근성을 고려할 때, 낙동강의 동쪽에 위치한 부산광역시 동래구나 부산진구 일대를 종발성으로 보는 견해가 있다.
광개토왕릉비에 기록된 왜(倭)의 실체, 왜와 가야의 관계에 대해서는 다양한 견해가 제시되고 있다. 이는 광개토왕릉비문 중 판독 가능한 부분에서 정치·군사적 세력으로서의 가야에 대한 기록을 찾을 수 없다는 점과 《일본서기》의 369년 및 382년의 기사(목라근자를 참고할 것) 등이 원인이지만, 근본적으로는 신라를 중심으로 기술된 《삼국사기》, 《삼국유사》 등에 기록된 가야사의 내용이 단편적이고 빈약해서 이 시기(4세기 후반 ~ 5세기 전반)의 가야에 대한 기록이 거의 없기 때문이다.
400년 고구려의 원정(遠征)으로 인하여 가락국은 궤멸적 타격을 입었고, 신라는 고구려에 대해 사대(事大) 관계를 맺은 나라로 낙동강 동부 지역(부산, 양산, 밀양)과 물길을 장악하였다. 이 전쟁으로 가락국은 사실상 신라의 보호국으로부터 떨어져 반파국과 안라국에 가야 연맹체의 맹주 자리를 내주었다.

## 같이 보기
- 임나가야
- 남거성
- 광개토왕릉비
- 복천동
- 왜구